# Lípa svobody (Zahradní Město)
Lípa svobody na Zahradním Městě je významný strom, který roste v Praze 10-Záběhlicích v ulici Slívová.

## Popis
Lípa roste na křižovatce v trojúhelníkovém travnatém ostrůvku. Má středně velkou korunu a rovný kmen s obvodem 101 cm, výška není uvedena (r. 2016). V databázi významných stromů Prahy je zapsaná od roku 2015.

## Historie
Lípa svobody byla vysazena na jaře roku 1968 na připomínku 50. výročí vzniku Československé republiky. Zasadili ji nájemníci nedalekého bytového domu č. 3/2897.